# Иванов, Дмитрий Александрович (хоккеист)
Дмитрий Александрович Иванов (род. 6 октября 1982) — российский хоккеист, защитник.

## Биография
Воспитанник петербургского хоккея. С сезона 1997/98 стал играть за вторую команду СКА. С сезона 1999/2000 также играл за «Спартак» СПб. Сезон 2002/03 провёл в Суперлиге в составе СКА 34 матча, за два следующих сезона провёл 21 матч. Сезон 2005/06 начал в ХК МВД. Вскоре вернулся в «Спартак». В следующем сезоне выступал за «Спартак» и «СКА-2». Затем играл за команды «Торос» Нефтекамск (2007/08), «Газпром-ОГУ» Оренбург и «Белгород» (2008/09), «Ариада-Акпарс» Волжск (2009/10 — 2010/11).